# Rhodine attenuata
Rhodine attenuata är en ringmaskart som beskrevs av Addison Emery Verrill 1873. Rhodine attenuata ingår i släktet Rhodine och familjen Maldanidae. Inga underarter finns listade i Catalogue of Life.